# 아실로인

전형적인 아실로인의 구조

아실로인(영어: acyloin) 또는 α-하이드록시 케톤(영어: α-hydroxy ketone)은 케톤에 인접한 하이드록실기를 가지고 있는 유기 화합물의 부류이다. 아실로인이라는 이름은 공식적으로 카복실산 아실기의 환원 결합으로부터 유도되었다는 사실에서 유래하였다.

## 같이 보기
- 글리콜알데하이드 – 두 R그룹이 수소인 아실로인과 동등한 관련 분자 (따라서 케톤이 아닌 알데하이드)